# レイ・ウィルソン (スコットランドのサッカー選手)
レイ・T・ウィルソン（Ray T. Wilson、1947年4月8日 - ）は、スコットランド出身の元サッカー選手。ポジションはディフェンダー（フルバック）であった。

## 概要
ウィルソンは、フォルカーク州グランジマス (Grangemouth) に生まれた。
アマチュアとして、ウッドバーン・アスレチック (Woodburn Athletic) に所属した後、1963年にアマチュアのままウェスト・ブロムウィッチ・アルビオンFCに加わり、1年後にプロに転じた。当初は、左サイドのミッドフィールダーだったが、ほどなくして、その強力なタックル力によってグラハム・ウィリアムズ (Graham Williams) にとって代わり、左サイドのフルバックに落ち着いた。何年も左サイドバックのレギュラーを務めたが、1975年8月のルートン・タウンFCとの対戦で膝蓋骨を痛めてしまい、早期の引退に追い込まれた。同年、ウィルソンは、アストン・ヴィラFCとの対戦をテスティモニアル・マッチ (testimonial match) とする栄誉を受けた。
引退後のウィルソンは、バーミンガムに定住し、ビジネスマンとなった。